# Ali Tandoğan
Ali Tandoğan (n. 25 de diciembre de 1977) es un exfutbolista y entrenador de fútbol Turco.
Anteriormente jugó por el Denizlispor, Gençlerbirliğiy en el Beşiktaş de la Superliga de Turquía. En su equipo actual juega de defensa central así como lateral derecho. Es considerado un maestro para los tiros libres y los tiros de esquina, tiene un disparo letal de pierna derecha.
Viste la casaquilla 22 del Beşiktaş.

## Clubes

### Jugador
| Club                       | País    | Año       |
| -------------------------- | ------- | --------- |
| Yeni Salihlispor           | Turquía | 1996-1998 |
| Denizlispor                | Turquía | 1998-2003 |
| Gençlerbirliği Spor Kulübü | Turquía | 2003-2005 |
| Beşiktaş Jimnastik Kulübü  | Turquía | 2005-2009 |
| Bursaspor                  | Turquía | 2009-2011 |
| Antalyaspor                | Turquía | 2011-2013 |
| Mersin İdmanyurdu          | Turquía | 2013-2014 |
| Adana Demirspor            | Turquía | 2014      |
| Gaziantep FK               | Turquía | 2015      |

### Entrenador
| Club          | País    | Año       |
| ------------- | ------- | --------- |
| Denizlispor   | Turquía | 2016-2017 |
| Şanlıurfaspor | Turquía | 2017-2019 |
| Balıkesirspor | Turquía | 2019      |
| Altay SK      | Turquía | 2019-2020 |
| Tuzlaspor     | Turquía | 2021      |
| Denizlispor   | Turquía | 2021      |
| Şanlıurfaspor | Turquía | 2021      |